# Siège d'Aornos
Guerres d'Alexandre le Grand
Batailles
- Pélion
- Thèbes

- Granique
- Milet
- Halicarnasse
- Issos
- Tyr
- Gaugamèles
- Portes persiques

- Aornos
- Hydaspe

Le siège d'Aornos est entrepris en avril 326 av. J.-C. par Alexandre le Grand, alors en route vers l'Inde, à l'encontre des Assacènes dans la vallée de l'Indus (Pakistan actuel).
Ce siège, à distinguer du siège ayant permis la capture de Roxane en 327, est relaté par Diodore de Sicile (Bibliothèque historique, XVII, 85, 3-7), par Quinte-Curce (Histoire d'Alexandre le Grand, VIII, 11, 6-7), et surtout par Arrien (Anabase, IV, 29-30). Arrien livre un témoignage précis grâce aux comptes rendus de Ptolémée, qui a participé activement à l'assaut, ainsi que d'Aristobule, contemporain de la conquête. Cependant leurs récits divergent sur plusieurs points, notamment quant au stratagème ayant permis à Alexandre de prendre le fort.

## Campagne d'Alexandre dans la haute vallée de l'Indus
Au début du printemps 326 av. J.-C., les Assacènes, ainsi que les Aspasiens et les Gouraiens, peuples de la haute vallée de l'Indus, se soulèvent face à l'avancée d'Alexandre le Grand, alors en route vers l'Inde. Sous le commandement d'Aphrikès (ou Afraka), les Assacènes rassemblent une armée importante formée de 30 000 fantassins, 2 000 chevaux et 30 éléphants de guerre, tout en ayant recruté 9 000 mercenaires indiens. Alexandre entreprend alors le difficile siège de leur capitale Massaga (actuel Chakdara),, durant lequel il est blessé, et fait massacrer 7 000 mercenaires indiens. Puis il charge Coénos de prendre Bazira. Les Assacènes rescapés du siège de Massaga trouvent refuge à Aornos. Alexandre ne peut se permettre de voir ses lignes de ravitaillement ainsi coupées et il remonte la haute vallée de l'Indus jusqu'à cette place forte pour en faire le siège, galvanisé par la légende concernant Héraclès.

## Déroulement

### Préparatifs et premiers assauts
Alexandre commande une armée composée d'hypaspistes, de phalangites (placés sous les ordres de Coénos), d'archers, de peltastes agrianes, de 200 hétaires et de 100 archers à cheval.
Alexandre déploie d'abord des troupes légères au pied du rocher afin de préparer l'assaut. Des habitants lui indiquent alors une position avantageuse sur un éperon dans le défilé menant au sommet. Ptolémé est envoyé à la tête des Agrianes et des hypaspistes pour y établir une palissade et un fossé. Le lendemain, Alexandre ordonne l'assaut, mais se heurte à une résistance acharnée des Assacènes. Malgré cela, Ptolémé parvient à conserver l'avant-poste. Pendant trois jours, les défenseurs célèbrent leur victoire temporaire par des battements de tambours. Alexandre répond en envoyant de nuit un message à Ptolémée, par l'intermédiaire d'un transfuge indien connaissant les lieux, pour organiser une attaque conjointe. Au petit matin, Alexandre mène ses troupes par le chemin emprunté par Ptolémé. Après de violents combats, il parvient à rejoindre Ptolémé dans la nuit ; un nouvel assaut lancé le lendemain ne connaît pas plus de succès.

### Construction de la plate-forme et capitulation des Assacènes
Alexandre ordonne la construction d'une plate-forme avec une centaine de pieux afin de permettre aux archers et aux engins de siège d'atteindre le sommet. Malgré les tirs des Assacènes, l'ouvrage est achevé en trois jours et permet d'égaler la hauteur du roc. Face à cette démonstration d'audace, les Assacènes mandatent un négociateur pour proposer de livrer la forteresse en échange de la garantie de leur vie sauve. Ils comptent en fait sur la prolongation des négociations pour s'échapper de nuit. Ayant eu vent de leur projet, Alexandre laisse un délai suffisant pour que les Assacènes entament leur retraite. Il prend alors la tête de 700 hommes, comprenant sa garde personnelle (agéma) et les hypaspistes, et mène l'assaut final. De nombreux Assacènes sont tués, certains préférant se jeter des précipices plutôt que d'être capturés.

### Variantes stratégiques mentionnées par Diodore de Sicile
Selon Diodore de Sicile, Alexandre aurait utilisé un stratagème différent, rappelant celui employé par Iphicrate : une fois la plate-forme achevée, Alexandre aurait fait retirer l'avant-poste érigé dans le défilé pour permettre aux Assacènes de fuir, ce qui lui aurait permis de prendre la place forte sans combat direct.

## Bilan
Après avoir pris la place forte, Alexandre célèbre des sacrifices en l'honneur de Niké, et fit ériger un Autel, dont les traces ont été identifiées par l'archéologue Aurel Stein. Une garnison est laissée sur place sous le commandement d'un Asiatique, ancien partisan de Bessos, afin de surveiller la frontière du Gandhara. La région est confiée au satrape Nicanor, mais celui-ci est rapidement tué lors d'un soulèvement des Assacènes.
Ce siège illustre la persévérance et la stratégie militaire d'Alexandre, ainsi que sa capacité à s'adapter aux situations imprévues, en écrasant une nouvelle résistance locale et en consolidant sa position dans la région du Gandhara.

## Sources antiques
- Arrien, Anabase [lire en ligne], IV, 29-30.
- Diodore de Sicile, Bibliothèque historique [détail des éditions] [lire en ligne], XVII, 85, 3-7.
- Quinte-Curce, L'Histoire d'Alexandre le Grand [lire en ligne], VIII, 11, 6-7.